# Yên Hùng
Yên Hùng là một xã thuộc huyện Yên Định, tỉnh Thanh Hóa, Việt Nam.
Xã Yên Hùng có diện tích 6,1 km², dân số năm 1999 là 5690 người, mật độ dân số đạt 933 người/km².